# Eisenbahnüberführung Lindach
Die Eisenbahnüberführung Lindach ist eine Eisenbahnbrücke. Auf ihr überquert die Schnellfahrstrecke Wendlingen–Ulm die namensgebende Lindach, einen 17 Kilometer langen Fluss im Landkreis Esslingen. Die Brücke liegt im Planfeststellungsabschnitt 2.1c der Neubaustrecke, für den seit dem 13. August 1999 Baurecht vorliegt. Sie wurde als vierfeldrige Eisenbahnüberführung ausgeführt. Bei einer Gesamtlänge von 60,5 Metern betragen die Stützweiten 18,5 Meter, 23,5 Meter und 18,5 Meter. Die 12,37 Meter breite Brücke ist mit einer Geschwindigkeit von 250 Kilometer in der Stunde befahrbar. Nach Planungen aus dem Jahr 2015 hätten die Rohbauarbeiten im Jahr 2016 beginnen sollen. Der Fund von Zauneidechsen verzögerte die Bauarbeiten.
Die Brücke ging, als Teil der Neubaustrecke, zum Fahrplanwechsel am 11. Dezember 2022 kommerziell in Betrieb.